# Quelques-uns des cent regrets
Quelques-uns des cent regrets est un roman de Philippe Claudel paru aux éditions Balland en 2000 et réédité en Poche Folio en 2006.

## Résumé
Le narrateur revient dans le village de son enfance, pour l'enterrement de sa mère. Il ne l'avait pas revue depuis seize ans. Des souvenirs lui reviennent, réveillés par la redécouverte des lieux. Il l'avait quittée en découvrant que la photo qu'il croyait être celle de son père, encadrée au-dessus du lit de sa mère, et qui représentait un aviateur dont elle lui avait dit qu'il était mort pendant la guerre, n'était en fait qu'une photographie de magazine. Sa mère avait toujours refusé de lui révéler l'identité de son père. Il s'était alors enfui sans lui laisser aucun mot d'explication.
Après l'enterrement, il revient dans sa maison. Sa mère lui a laissé une enveloppe lui révélant sans doute l'identité de son père. Mais il préfère la détruire plutôt que d'en prendre connaissance.
Le titre du roman s'explique par une légende que lui raconte l'aubergiste en compagnie duquel il se trouve, au moment où il détruit la lettre : chacun dispose dans sa vie de cent regrets, et quand le dernier se trouve écrit au "livre des dettes", il meurt.